# Cratere Tianjin
Tianjin è un cratere lunare di 3,9 km situato nella parte nord-occidentale della faccia visibile della Luna.